# Llengües de Turquia
La llengua oficial de Turquia és el turc, que és parlat per la gran majoria de la població turca. S'escriu amb les lletres llatines. A Turquia es parla també el dialecte kurmanji del kurd, el zazaqui, llengües caucàsiques o circassianes com l'adigué i el kabardí, el bosnià, l'àrab, l'armeni i el grec. El judeocastellà és parlat per alguns membres de la comunitat sefardita.
Segons el Tractat de Lausana, les llengües minoritàries reconegudes oficialment són l'armeni, el grec i l'hebreu.

## Estadístiques
Ethnologue proporciona una llista de llengües minoritàries de Turquia, algunes de les quals són parlades per un percentatge apreciable de la població.
| Llengua materna              | Percentatge |
| ---------------------------- | ----------- |
| Turc                         | 84,54       |
| Kurmanji                     | 11,97       |
| Àrab                         | 1,38        |
| Zazaqui                      | 1,01        |
| Altres llengües turqueses    | 0,28        |
| Llengües balcàniques         | 0,23        |
| Laz                          | 0,12        |
| Circassià                    | 0,11        |
| Armeni                       | 0,07        |
| Llengües caucàsiques         | 0,07        |
| Grec                         | 0,06        |
| Llengües escandinaves        | 0,04        |
| Llengües d'Europa occidental | 0,02        |
| Llengües jueves              | 0,01        |
| Altres                       | 0,09        |

1. ↑  Bayır, Derya. Minorities and nationalism in Turkish law.  Londres: Routledge, 2016. ISBN 978-1-315-59551-1. «Oran farther points out that the rights set out for the four categories are stated to be the ‘fundamental law’ of the land, so that no legislation or official action shall conflict or interfere with these stipulations or prevail over them (article 37). […] According to the Turkish state, only Greek, Armenian and Jewish non-Muslims were granted minority protection by the Lausanne Treaty. […] Except for non-Muslim populations - that is, Greeks, Jews and Armenians - none of the other minority groups' language rights have been de jure protected by the legal system in Turkey.»
2. ↑  KONDA 2007